# 11a etapa del Tour de França de 2016
L'11a etapa del Tour de França de 2016 es disputà el dimecres 13 de juliol de 2016 sobre un recorregut de 162,5 km, amb sortida a Carcassona i arribada a Montpeller.
Peter Sagan fou el vencedor d'una etapa marcada pel fort vent després d'atacar a manca de 9 quilòmetres en companyia de Christopher Froome, Maciej Bodnar i Geraint Thomas. Aquesta era la segona victòria de Sagan en aquesta edició del Tour. Froome aconseguí 12 segons més sobre la resta de rivals.

## Recorregut
Etapa plana, amb tan sols dues petites cotes de quarta categoria durant la primera part del recorregut.

## Desenvolupament de l'etapa
Arthur Vichot (FDJ) atacà només començar l'etapa i poc després se li uní Leigh Howard (IAM). L'avantatge ràpidament pujà fins als 4' 53" al km 62, però el fort vent lateral va fer que pel darrere es rodés molt ràpid i finalment l'escapada fou neutralitzada. En els darrers quilòmetres i quan semblava que el vent i la cursa s'havien calmat es produí un atac de Peter Sagan, que fou acompanyat per Christopher Froome, Maciej Bodnar i Geraint Thomas. Sagan guanyà amb 6" sobre el gran grup i Froome augmentà en 11" les diferències al capdavant de la general.

## Resultats

### Classificació de l'etapa
| \| Classificació de l'etapa \| Classificació de l'etapa \| Classificació de l'etapa \| Classificació de l'etapa \| Classificació de l'etapa \| \| Corredor \| Corredor \| Equip \| Temps \| \| \| ------------------------ \| ------------------------ \| -------------------------- \| ------------------------ \| ------------------------ \| \| 1r \| Peter Sagan \| Tinkoff \| 3h 26' 23" \| \| \| 2n \| Christopher Froome \| Team Sky \| + 0" \| \| \| 3r \| Maciej Bodnar \| Tinkoff \| + 0" \| \| \| 4t \| Alexander Kristoff \| Katusha \| + 6" \| \| \| 5è \| Christophe Laporte \| Cofidis, Solutions Crédits \| + 6" \| \| \| 6è \| Jasper Stuyven \| Trek-Segafredo \| + 6" \| \| \| 7è \| Edvald Boasson Hagen \| Dimension Data \| + 6" \| \| \| 8è \| André Greipel \| Lotto-Soudal \| + 6" \| \| \| 9è \| Sondre Holst Enger \| IAM Cycling \| + 6" \| \| \| 10è \| Oliver Naesen \| IAM Cycling \| + 6" \| \| |                      |                            |            |
| |                      |                            |            |
| Font: ProCyclingStats |                      |                            |            |
| Classificació de l'etapa |                      |                            |            |
| Corredor | Corredor             | Equip                      | Temps      |
| 1r | Peter Sagan          | Tinkoff                    | 3h 26' 23" |
| 2n | Christopher Froome   | Team Sky                   | + 0"       |
| 3r | Maciej Bodnar        | Tinkoff                    | + 0"       |
| 4t | Alexander Kristoff   | Katusha                    | + 6"       |
| 5è | Christophe Laporte   | Cofidis, Solutions Crédits | + 6"       |
| 6è | Jasper Stuyven       | Trek-Segafredo             | + 6"       |
| 7è | Edvald Boasson Hagen | Dimension Data             | + 6"       |
| 8è | André Greipel        | Lotto-Soudal               | + 6"       |
| 9è | Sondre Holst Enger   | IAM Cycling                | + 6"       |
| 10è | Oliver Naesen        | IAM Cycling                | + 6"       |

### Punts atribuïts
| Esprint intermedi Pesenàs (km 113,5) |                           |                    |        |
| 1r                                   | Marcel Kittel (GER)       | Etixx-Quick Step   | 20 pts |
| 2n                                   | Peter Sagan (SVK)         | Team Tinkoff       | 17 pts |
| 3r                                   | Mark Cavendish (GBR)      | Dimension Data     | 15 pts |
| 4t                                   | Fabio Sabatini (ITA)      | Etixx-Quick Step   | 13 pts |
| 5è                                   | Maximiliano Richeze (ARG) | Etixx-Quick Step   | 11 pts |
| 6è                                   | Michael Valgren (DEN)     | Team Tinkoff       | 10 pts |
| 7è                                   | Iljo Keisse (BEL)         | Etixx-Quick Step   | 9 pts  |
| 8è                                   | Roman Kreuziger (CZE)     | Team Tinkoff       | 8 pts  |
| 9è                                   | Nairo Quintana (COL)      | Movistar Team      | 7 pts  |
| 10è                                  | Ian Stannard (GBR)        | Team Sky           | 6 pts  |
| 11è                                  | Jacopo Guarnieri (ITA)    | Team Katusha       | 5 pts  |
| 12è                                  | Luke Durbridge (AUS)      | Orica-BikeExchange | 4 pts  |
| 13è                                  | Alejandro Valverde (ESP)  | Movistar Team      | 3 pts  |
| 14è                                  | Luke Rowe (GBR)           | Team Sky           | 2 pts  |
| 15è                                  | Gorka Izagirre (ESP)      | Movistar Team      | 1 pt   |

| Esprint final Montpeller (km 162,5) |                                   |                        |        |
| 1r                                  | Peter Sagan (SVK)                 | Team Tinkoff           | 50 pts |
| 2n                                  | Christopher Froome (GBR)          | Team Sky               | 30 pts |
| 3r                                  | Maciej Bodnar (POL)               | Team Tinkoff           | 20 pts |
| 4t                                  | Alexander Kristoff (NOR)          | Team Katusha           | 18 pts |
| 5è                                  | Christophe Laporte (FRA)          | Cofidis                | 16 pts |
| 6è                                  | Jasper Stuyven (BEL)              | Trek-Segafredo         | 14 pts |
| 7è                                  | Edvald Boasson Hagen (NOR)        | Dimension Data         | 12 pts |
| 8è                                  | André Greipel (GER)               | Lotto Soudal           | 10 pts |
| 9è                                  | Sondre Holst Enger (NOR)          | IAM Cycling            | 8 pts  |
| 10è                                 | Oliver Naesen (BEL)               | IAM Cycling            | 7 pts  |
| 11è                                 | Reinardt Janse van Rensburg (RSA) | Dimension Data         | 6 pts  |
| 12è                                 | John Degenkolb (GER)              | Team Giant-Alpecin     | 5 pts  |
| 13è                                 | Dylan Groenewegen (NED)           | Team LottoNL-Jumbo     | 4 pts  |
| 14è                                 | Daniel McLay (GBR)                | Fortuneo-Vital Concept | 3 pts  |
| 15è                                 | Adam Yates (GBR)                  | Orica-BikeExchange     | 2 pts  |

### Colls i cotes
| Cota de Menèrba. 245m. km 38 4a categoria (2,4 km al 5,4%) |                     |     |      |
| 1r                                                         | Arthur Vichot (FRA) | FDJ | 1 pt |

| Cota de Vilespassens. 207m. km 57 4a categoria (2,3 km al 4,5%) |                      |     |      |
| 1r                                                              | Jasper Stuyven (BEL) | FDJ | 1 pt |

## Classificacions a la fi de l'etapa

### Classificació general
| \| Classificació general \| Classificació general \| Classificació general \| Classificació general \| Classificació general \| \| Corredor \| Corredor \| Equip \| Temps \| \| \| --------------------- \| --------------------------- \| --------------------- \| --------------------- \| --------------------- \| \| 1r \| Christopher Froome \| Team Sky \| 52h 34' 37" \| \| \| 2n \| Adam Yates \| Orica-BikeExchange \| + 28" \| \| \| 3r \| Daniel Martin \| Etixx-Quick Step \| + 31" \| \| \| 4t \| Nairo Quintana Rojas \| Movistar Team \| + 35" \| \| \| 5è \| Bauke Mollema \| Trek-Segafredo \| + 56" \| \| \| 6è \| Romain Bardet \| AG2R La Mondiale \| + 56" \| \| \| 7è \| Sergio Henao Montoya \| Team Sky \| + 56" \| \| \| 8è \| Alejandro Valverde Belmonte \| Movistar Team \| + 1' 13" \| \| \| 9è \| Tejay van Garderen \| BMC Racing Team \| + 1' 13" \| \| \| 10è \| Roman Kreuziger \| Tinkoff \| + 1' 28" \| \| |                             |                    |             |
| |                             |                    |             |
| Font: ProCyclingStats |                             |                    |             |
| Classificació general |                             |                    |             |
| Corredor | Corredor                    | Equip              | Temps       |
| 1r | Christopher Froome          | Team Sky           | 52h 34' 37" |
| 2n | Adam Yates                  | Orica-BikeExchange | + 28"       |
| 3r | Daniel Martin               | Etixx-Quick Step   | + 31"       |
| 4t | Nairo Quintana Rojas        | Movistar Team      | + 35"       |
| 5è | Bauke Mollema               | Trek-Segafredo     | + 56"       |
| 6è | Romain Bardet               | AG2R La Mondiale   | + 56"       |
| 7è | Sergio Henao Montoya        | Team Sky           | + 56"       |
| 8è | Alejandro Valverde Belmonte | Movistar Team      | + 1' 13"    |
| 9è | Tejay van Garderen          | BMC Racing Team    | + 1' 13"    |
| 10è | Roman Kreuziger             | Tinkoff            | + 1' 28"    |

### Classificació per punts
|   | Ciclista             | Equip          | Punts |
| - | -------------------- | -------------- | ----- |
| 1 | Peter Sagan (SVK)    | Team Tinkoff   | 309   |
| 2 | Mark Cavendish (GBR) | Dimension Data | 219   |
| 3 | Marcel Kittel (GER)  | Lotto Soudal   | 202   |

### Classificació de la muntanya
|   | Ciclista            | Equip              | Punts |
| - | ------------------- | ------------------ | ----- |
| 1 | Thibaut Pinot (FRA) | FDJ                | 80    |
| 2 | Rafał Majka (POL)   | Team Tinkoff       | 77    |
| 3 | Tom Dumoulin (NED)  | Team Giant-Alpecin | 58    |

### Classificació del millor jove
|   | Ciclista             | Equip              | Temps       |
| - | -------------------- | ------------------ | ----------- |
| 1 | Adam Yates (GBR)     | Orica-BikeExchange | 52h 35' 05" |
| 2 | Louis Meintjes (RSA) | Lampre-Merida      | + 1'42"     |
| 3 | Warren Barguil (FRA) | Team Giant-Alpecin | + 2' 35"    |

### Classificació per equips
|    | Equip           | Temps        |
| -- | --------------- | ------------ |
| 1r | BMC Racing Team | 157h 33' 00" |
| 2n | Movistar Team   | + 6' 34"     |
| 3r | Team Sky        | + 8' 44"     |

## Abandonaments
No es produeix cap abandonament durant l'etapa